# Irene Reno
Rena Hassenberg (Varsovia, 1884-París, 1953), conocida por su seudónimo Irène Reno, fue una pintora y litógrafa francesa de origen polaco.

## Datos biográficos

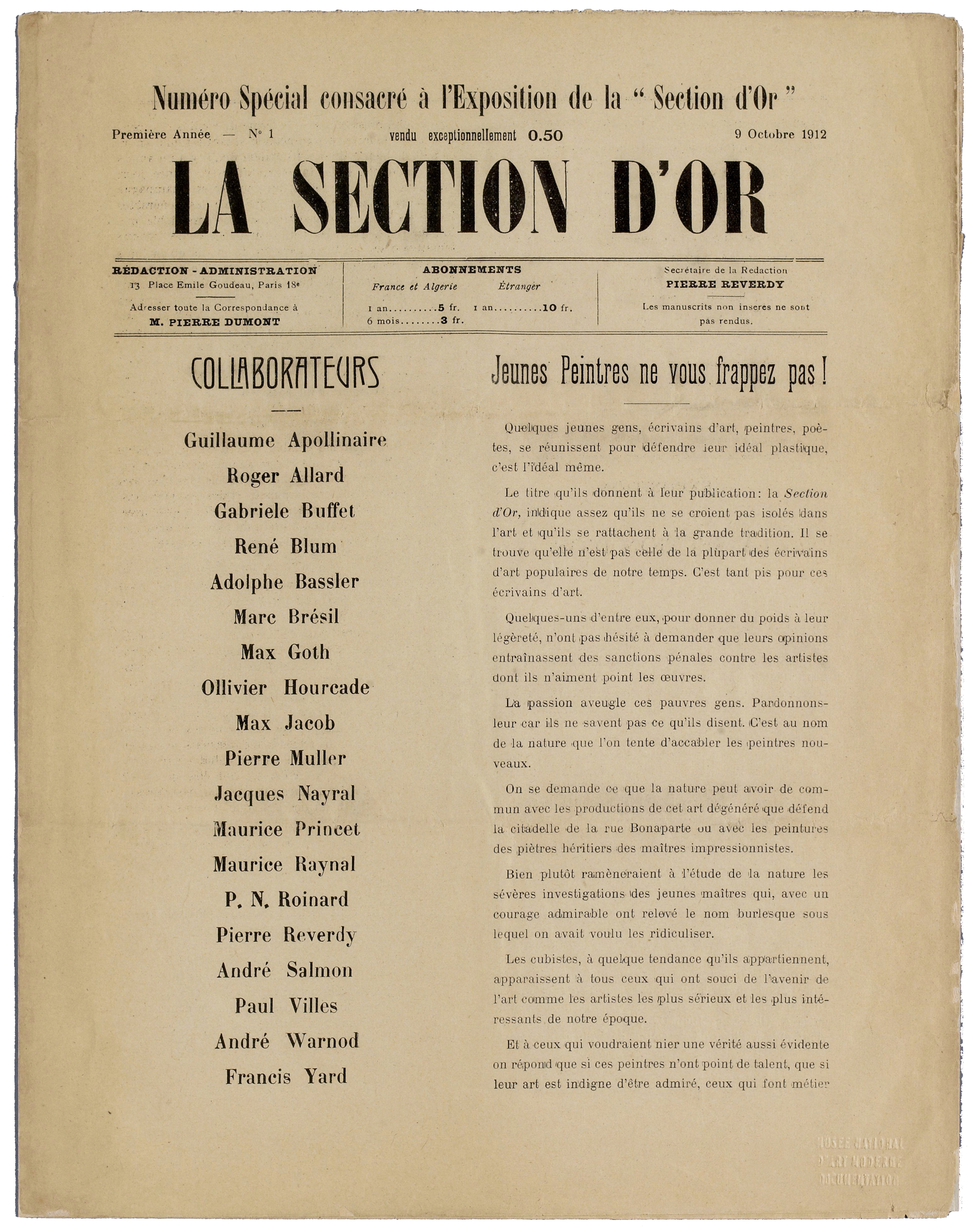
La Sección de Oro, número especial, exposición de 1912.

Diplomada de la Academia de Bellas Artes de Varsovia, Irène Reno llega en París en 1905 donde es reconocida rápidamente, y expone en el Salón de otoño a partir de 1907, así como en el Salón de las Tullerias.
La vibrante Irene Reno pinta principalmente marinas y paisajes urbanos de  París, New York, o Biarritz.
En 1926, Charles Fegdal la compara a Maurice Utrillo, ya que se inspira igualmente en el cubismo y traduciendo un espacio más estructurado así como simplificando los volúmenes y los colores.

## Contribuciones a libros
- Nueva York por Reno, carpeta de dije lithographies originales numérotées y firmadas, 10 ejemplares sobre Japón, 100 ejemplares sobre Arcos, impresión sobre las prensas de Gastón Dorfinant, París, Ediciones Henri Basset, hacia 1935.
- París por Reno, carpeta de diez lithographies originales numérotées y firmadas, 10 ejemplares sobre Japón, 100 ejemplares sobre Arcos, introducción Reno y algunas caras de París por Pierre Mac Orlan, impresión sobre las prensas de Gastón Dorfinant, París, Ediciones Henri Basset, hacia 1935.

- Salon des Tuileries, París.

- Salón de los independientes, París, 1908.
- Salón de la Sección de Oro, Galería La Boétie, París, octubre 1912.[7]
- Museo de arte contemporáneo Zachętu, Varsovia, 1913, 1921.[2]
- Salón de la Sociedad nacional de los guapos-artes, París, 1921.[2]
- En torno al puerto de Dieppe pintado por Joseph Vernet en 1765, museo castillo de Dieppe, junio septiembre 1977.[6]

## Obra en colecciones públicas
- Boulogne-Billancourt, Museo de los Años Treinta.
- Dieppe, castillo de Dieppe : Andén Henri IV a Dieppe, hacia 1930, aceite sobre tela, 81 × 130 . Imposición del Museo Nacional de Arte Moderno (Francia)[6],,.[8][9]
- El Havre, Museo de Arte Moderno André Malraux : Nueva York, 1925, aceite sobre tela.
- París, Museo de Arte y de Historia del Judaísmo:[10]
  - Ábside de la sinagoga de Cracovia, 1948, pastel ;
  - Cracovie, ruina de una sinagoga del XV siglo, 1948, pastel ;
  - Los viejas casas judías de Kazimierz, 1948, pastel ;
  - Exposición universal, el pabellón francés, litografía ;
  - Escena animada ante la estación Santa-Lazare, litografía ;
  - Descarga bajo las ancianas Halles de París, litografía ;
  - Auschwitz-Birkenau, litografía.